# 보크사이트

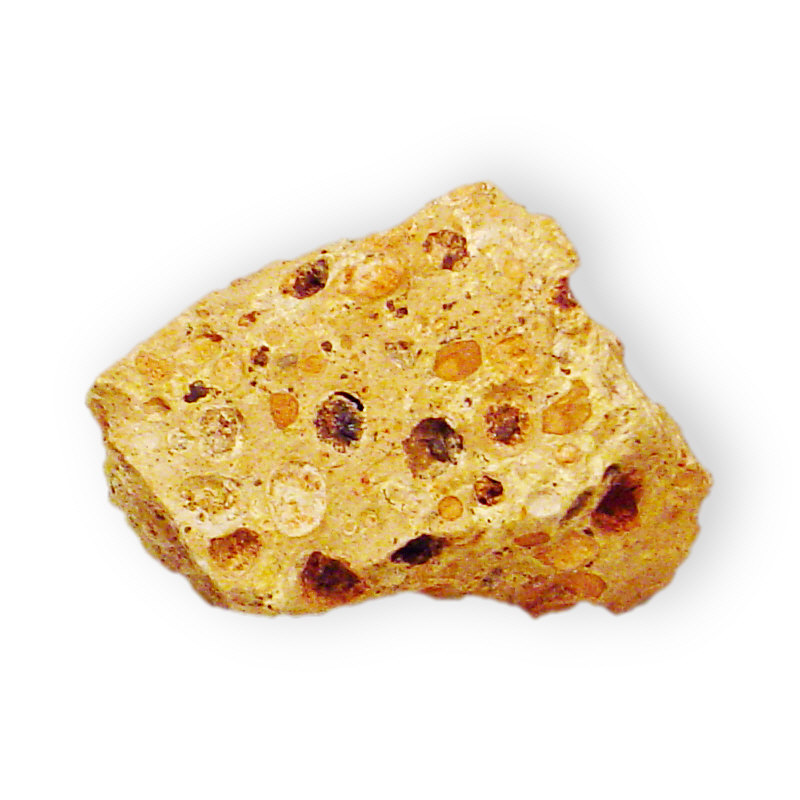
보크사이트

보크사이트(프랑스어: bauxite 보크사이트[*]) 또는 철반석(鐵礬石)은 퇴적암의 일종으로, 알루미늄과 갈륨을 주로 여기서 추출한다. 알루미늄이 들어간 깁사이트(gibbsite, Al(OH)3), 뵈마이트(boehmite, γ-AlO(OH)), 다이아스포어(diaspore, α-AlO(OH)) 등의 물질로 구성되며, 침철석과 적철석, 고령석도 함유되어 있다.
1821년 프랑스의 지질학자인 피에르 베르티에가 프로방스의 레보(Les Baux)에서 발견했기에 이런 이름이 붙여졌다.
오스트레일리아, 중국, 기니, 브라질에서 주로 생산된다.